# Cubijíes
Cubijíes, alternative Schreibweise: Cubijies, ist eine Ortschaft und eine Parroquia rural („ländliches Kirchspiel“) im Kanton Riobamba der ecuadorianischen Provinz Chimborazo. Die Parroquia besitzt eine Fläche von 12,54 km². Die Einwohnerzahl lag im Jahr 2010 bei 2514. Die Parroquia wurde am 29. Mai 1861 gegründet.

## Lage
Der 2500 m hoch gelegene Hauptort Cubijíes befindet sich 7 km ostnordöstlich vom Stadtzentrum der Provinzhauptstadt Riobamba am Río Guano oberhalb dessen Mündung in den Río Chambo. Die Fernstraße E490 (Riobamba–Penipe) führt durch Cubijíes. Die Parroquia Cubijíes wird im Nordosten vom Río Guano sowie im Osten vom Río Chambo begrenzt.
Die Parroquia Cubijíes grenzt im Südwesten an Riobamba, im Nordwesten an die Parroquia San Gerardo (Kanton Guano), im Nordosten an Guano (ebenfalls im Kanton Guano) sowie im Osten an die Parroquia Químiag.